# Conus bandanus
Conus bandanus es una especie de gastrópodo del género Conus, perteneciente la familia Conidae.